# Johnnie Bone
John McGill „Johnnie“ Bone (* 2. August 1881 in Muirkirk; † 1962) war ein schottischer Fußballspieler.

## Karriere
Bone spielte bis Sommer 1901 in der Lanarkshire Football Junior Alliance beim schottischen Klub Haywood Wanderers, der nicht nur für seine Heimstärke, sondern auch für seine harte Spielweise bekannt war. Zur Saison 1901/02 wurde Bone vom englischen Erstligisten FC Everton verpflichtet; er war dabei neben Jack Bell, Wilf Toman, Peter Paterson und Sandy Young einer von fünf Neuzugängen für die Sturmreihe. Im Saisonverlauf kam Bone zu lediglich zwei Einsätzen – beides Niederlagen – auf der linken Halbstürmerposition, als Everton hinter dem AFC Sunderland Meisterschaftszweiter wurde. Den Großteil der Saison war die Position vom englischen Nationalspieler Jimmy Settle besetzt, der mit 18 Saisontreffern Torschützenkönig wurde, Bone blieb zumeist auf Einsätze im Reserveteam beschränkt.
Im November 1902 repräsentierte er Lanarkshire in einem Spiel gegen die Kirkcaldy Amateurs.